# The Necromancer
The Necromancer är en låt av det kanadensiska bandet Rush. Låten släpptes som singel och återfinns på albumet Caress of Steel, utgivet den 24 september 1975. Låtens musik komponerades av basisten Geddy Lee och gitarristen Alex Lifeson, medan texten skrevs av trummisen Neil Peart. 
"The Necromancer" består av tre delar som är ungefär 4 minuter långa och totalt 12 minuter och 34 sekunder lång. Den tredje och sista delen, "Return of the Prince", släpptes som singel, dock endast i Kanada.

## Delar
1. "Into the Darkness" – 4:20
2. "Under the Shadow" – 4:25
3. "Return of the Prince" – 3:51

Låten spelades endast 18 gånger live.

## Medverkande
- Geddy Lee – elbas, sång
- Alex Lifeson – gitarr
- Neil Peart – trummor, slagverk